# Acromyrmex

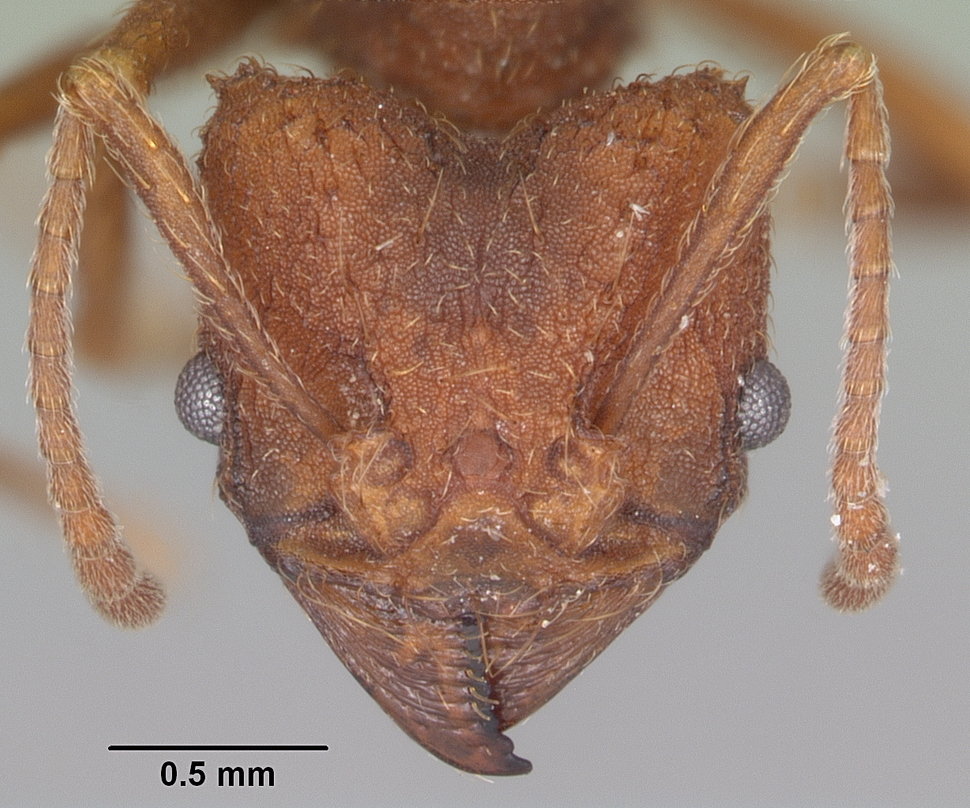
Acromyrmex versicolor

Acromyrmex — род муравьёв-листорезов трибы грибководов Attini из подсемейства Myrmicinae. Муравьями-листорезами также являются представители близкого рода Atta.

## Описание
Муравьи-листорезы считаются одними из наиболее эволюционно продвинутых организмов, которые (наряду с людьми, термитами и короедами) способны к сельскохозяйственной деятельности. Стебелёк между грудкой и брюшком состоит из двух члеников: петиолюса и постпетиолюса (последний чётко отделён от брюшка), жало развито, куколки голые (без кокона).
Характерны своим тесным симбиозом с грибами Leucocoprinus и Leucoagaricus gongylophorus из семейства Agaricaceae (Lepiotaceae, Basidiomycota), выращиваемыми в муравейниках на основе листовой пережёванной массы. При этом возник четырёхсторонний симбиоз муравьёв, актиномицетов и двух видов грибов. Актинобактерия Pseudonocardia помогает муравьям бороться с паразитическим грибком Escovopsis. Матка при основании новой семьи берёт с собой в подротовой сумке небольшую культуру пищевого гриба, и так продолжает длинную цепочку передачи его культуры новому поколению муравьёв. Рабочие полиморфны, имеются как мелкие рабочие, так и крупные солдаты с большими головами. Муравьи-листорезы строят сложные гнёзда больших размеров под землёй, характеризующиеся особой конструкцией, обеспечивающей поддержание постоянных и оптимальных показателей вентиляции, влажности воздуха и т. п., обеспечивающих выращивание грибов.

## Распространение
Род характерен исключительно для Нового Света и встречается только в Неотропике.

## Генетика
Диплоидный набор хромосом 2n = 38. Исключение — вид Acromyrmex striatus (Roger, 1863), у которого 2n = 22.

## Классификация
Род включает около 30 видов, в том числе 4 социальных паразита — виды Acromyrmex ameliae De Souza et al., 2007, Acromyrmex insinuator Schultz, Bekkevold & Boomsma, 1998, Acromyrmex charruanus Rabeling et al., 2015 и Acromyrmex fowleri Rabeling, Messer, Lacau and Delabie, 2019.
В 2020 году три отличающихся вида (Amoimyrmex striatus (Roger, 1863) comb. nov., Amoimyrmex silvestrii (Emery, 1905) comb. nov., Amoimyrmex bruchi (Forel, 1912) comb. nov. et stat. rev. из подвида Ac. silvestrii bruchi ) были выделены в отдельный род Amoimyrmex.

### Список видов
- Acromyrmex ambiguus (Emery, 1888)
- Acromyrmex ameliae De Souza et al., 2007
- Acromyrmex aspersus (Smith, 1858)
- Acromyrmex balzani (Emery, 1890)
- Acromyrmex biscutatus (Fabricius, 1775)
- Acromyrmex charruanus Rabeling et al., 2015
- Acromyrmex coronatus (Fabricius, 1804)
- Acromyrmex crassispinus (Forel, 1909)
- Acromyrmex diasi Gonçalves, 1983
- Acromyrmex disciger (Mayr, 1887)
- Acromyrmex echinatior (Forel, 1899)
- Acromyrmex evenkul Bolton, 1995
- Acromyrmex fowleri Rabeling, Messer, Lacau and Delabie, 2019
- Acromyrmex fracticornis (Forel, 1909)
- Acromyrmex heyeri (Forel, 1899)
- Acromyrmex hispidus Santschi, 1925
- Acromyrmex hystrix (Latreille, 1802)typus
- Acromyrmex insinuator Schultz, Bekkevold & Boomsma, 1998
- Acromyrmex landolti (Forel, 1885)
- Acromyrmex laticeps (Emery, 1905)
- Acromyrmex lobicornis (Emery, 1888)
- Acromyrmex lundii (Guerin-Meneville, 1838)
- Acromyrmex niger (Smith, 1858)
- Acromyrmex nigrosetosus (Forel, 1908)
- Acromyrmex nobilis Santschi, 1939
- Acromyrmex octospinosus (Reich, 1793)
- Acromyrmex pubescens (Emery, 1905)
- Acromyrmex pulvereus Santschi, 1919
- Acromyrmex rugosus (Smith, 1858)
- Acromyrmex silvestrii (Emery, 1905) (в 2020 году перенесён Amoimyrmex)
- Acromyrmex striatus (Roger, 1863) (в 2020 году перенесён Amoimyrmex)
- Acromyrmex subterraneus (Forel, 1893)
- Acromyrmex versicolor (Pergande, 1894)
- Acromyrmex volcanus Wheeler, 1937